# Lontras
Lontras är en kommun i Brasilien.   Den ligger i delstaten Santa Catarina, i den södra delen av landet, 1 300 km söder om huvudstaden Brasília. Antalet invånare är 10 248.
I omgivningarna runt Lontras växer i huvudsak städsegrön lövskog. Runt Lontras är det glesbefolkat, med 13 invånare per kvadratkilometer.